# Llista d'estats dels Estats Units per superfície
Aquí hi ha una llista dels estats dels Estats Units ordenats per grandària. Les dades es donen fent servir el sistèma mètric internacional. Les superfícies inclouen les aigües interiors (llacs, pantans, rius). A partir del lloc nº 51, els territoris no són estats, sinó altres entitats territorials sota el govern dels EUA.

## Llista d'estats segons la grandària
| Pos | País                                      | Superfície (km²) |
| --- | ----------------------------------------- | ---------------- |
| 1   | Alaska                                    | 1.717.854        |
| 2   | Texas                                     | 695.622          |
| 3   | Califòrnia                                | 423.971          |
| 4   | Montana                                   | 380.837          |
| 5   | Nou Mèxic                                 | 314.914          |
| 6   | Arizona                                   | 295.253          |
| 7   | Nevada                                    | 286.352          |
| 8   | Colorado                                  | 269.602          |
| 9   | Oregon                                    | 254.806          |
| 10  | Wyoming                                   | 253.337          |
| 11  | Michigan                                  | 250.493          |
| 12  | Minnesota                                 | 225.171          |
| 13  | Utah                                      | 219.887          |
| 14  | Idaho                                     | 216.445          |
| 15  | Kansas                                    | 213.096          |
| 16  | Nebraska                                  | 200.346          |
| 17  | Dakota del Sud                            | 199.730          |
| 18  | Washington                                | 184.666          |
| 19  | Dakota del Nord                           | 183.112          |
| 20  | Oklahoma                                  | 181.035          |
| 21  | Missouri                                  | 180.533          |
| 22  | Florida                                   | 170.305          |
| 23  | Wisconsin                                 | 169.639          |
| 24  | Geòrgia                                   | 153.910          |
| 25  | Illinois                                  | 149.997          |
| 26  | Iowa                                      | 145.744          |
| 27  | Nova York                                 | 141.299          |
| 28  | Carolina del Nord                         | 139.391          |
| 29  | Arkansas                                  | 137.733          |
| 30  | Alabama                                   | 135.765          |
| 31  | Louisiana                                 | 134.265          |
| 32  | Mississipi                                | 125.433          |
| 33  | Pennsilvània                              | 119.282          |
| 34  | Ohio                                      | 116.096          |
| 35  | Virgínia                                  | 110.784          |
| 36  | Tennessee                                 | 109.150          |
| 37  | Kentucky                                  | 104.659          |
| 38  | Indiana                                   | 94.322           |
| 39  | Maine                                     | 91.647           |
| 40  | Carolina del Sud                          | 82.931           |
| 41  | Virgínia de l'Oest                        | 62.755           |
| 42  | Maryland                                  | 32.134           |
| 43  | Hawaii                                    | 28.311           |
| 44  | Massachusetts                             | 27.337           |
| 45  | Vermont                                   | 24.900           |
| 46  | Nou Hampshire                             | 24.216           |
| 47  | Nova Jersey                               | 22.587           |
| 48  | Connecticut                               | 14.356           |
| 49  | Delaware                                  | 6.446            |
| 50  | Rhode Island                              | 4.002            |
| 51  | Districte de Colúmbia                     | 176              |
| 52  | Puerto Rico                               | 13.792           |
| 53  | Illes Mariannes Septentrionals            | 5.115            |
| 54  | Illes Verges Nord-americanes              | 1.909            |
| 55  | Samoa Nord-americana                      | 1.513            |
| 56  | Guam                                      | 1.479            |
|     | Illes d'Ultramar Menors dels Estats Units | 41               |